# Rupununi

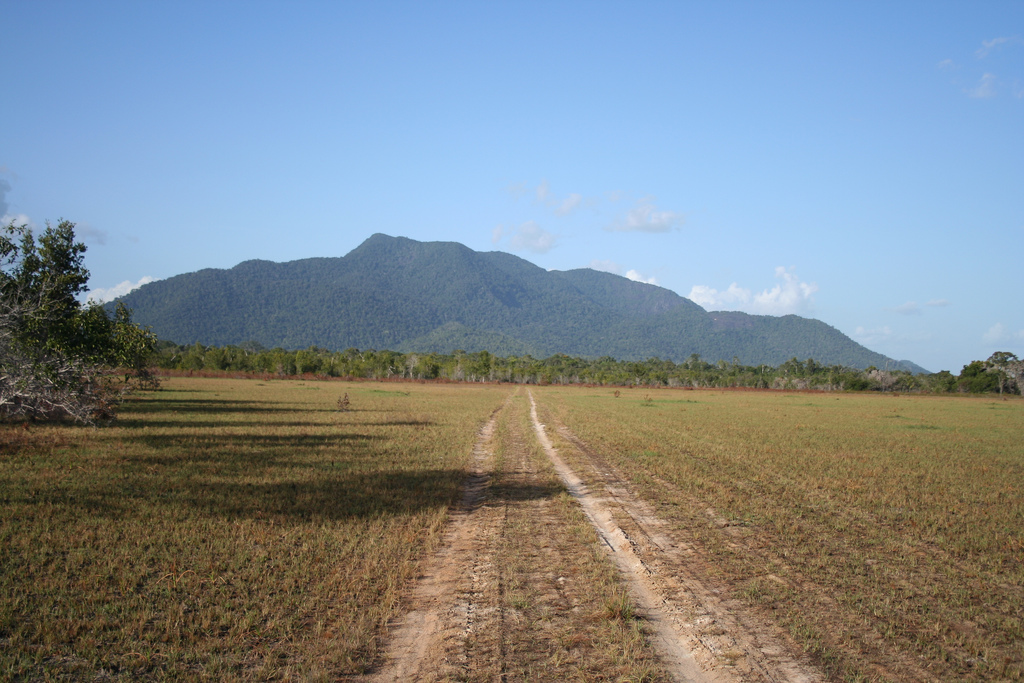
Rupununi

Rupununi je savana ve státě Guyana nacházející se mezi řekou Rupununi a brazilskou hranicí, v regionu s názvem Upper Takutu-Upper Essequibo. Po jejích okrajích se nachází Kanuku Mountains.
Savana se hemží životem, vyskytuje se v ní velký počet druhů ptáků. Jsou domovem jaguára a harpyje. Během května a června dochází k častým záplavám. 
Po celé savaně se hojně vyskytují indiánské vesnice stejně jako mnoho rančů, kde pracují vaqueros (kovbojové), mnozí z nich jsou potomci skotských přistěhovalců, kteří do Guyany přišli v 19. století. Nejvýznamnějším městem je Lethem, nacházející se za řekou Takutu River, na hranici s Brazílii. Kvůli odlehlosti savany od zbytku Guyany probíhá obchod hlavně s Brazílií a tak většina obyvatelstva umí trochu portugalsky.
V roce 1969 došlo k ozbrojenému povstání, pro které se vžil název Rupununi Uprising. Několik rančerů vyzbrojených automatickými puškami přepadlo policejní stanice. Rebelie během několika dní utichla.